# 阿尔塔薛西斯二世
阿尔塔薛西斯二世，又譯亞他薛西斯二世（古波斯楔形文字：𐎠𐎼𐎫𐎧𐏁𐏂𐎠 [Artaxšaça] 错误：{{Transl}}：无法识别语言／字母代码 古波斯语（帮助）；前452年—前358年），波斯阿契美尼德王朝国王，大流士二世之子和继承人，創造輝煌王朝。
公元前404年埃及失守，次年其弟小居鲁士起事，公元前401年，小居鲁士兵败被杀。翌年，斯巴达脱离波斯，此后5年中，斯巴达接连取胜。公元前394年斯巴达海军于尼多斯溃败，使波斯完全控制爱琴海。由底比斯、雅典、阿尔戈斯和科林斯组成的希腊联盟亦继续进攻斯巴达。因雅典获益，故阿尔塔薛西斯二世与斯巴达媾和，公元前386年迫使雅典接受《安塔西达和约》。阿尔塔薛西斯二世两次远征埃及（公元前385年—公元前383年，公元前374年），均被击败。他在位后期，爆发于前362年的安纳托利亚波斯总督叛乱、雅典、斯巴达和埃及联合叛乱，因同盟相互猜忌，使他最终获胜。